# Multiboot

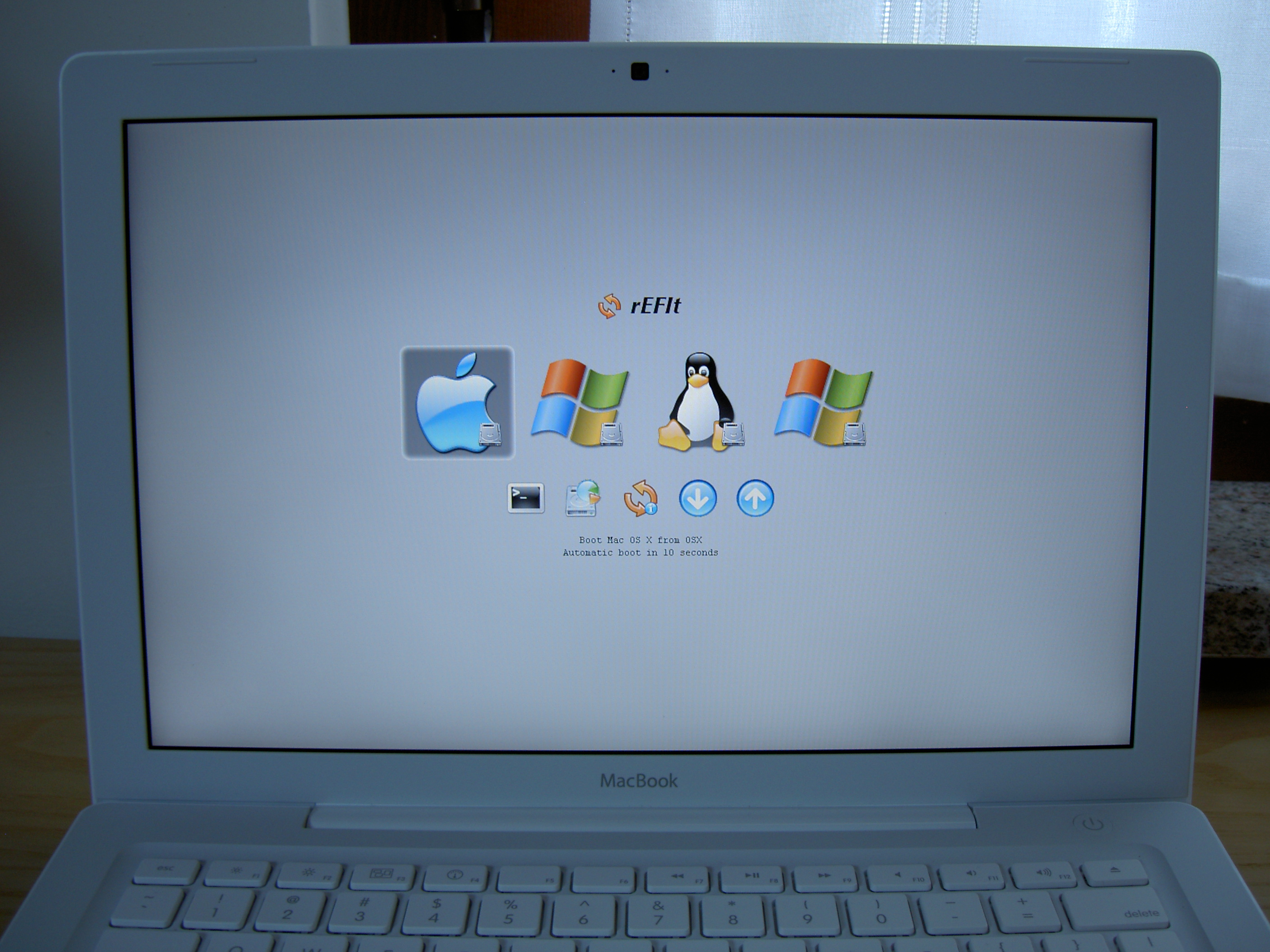
Un MacBook avec 4 partitions bootables.

Le multiboot (en français, amorçage multiple) désigne la possibilité d'installer sur un même ordinateur plusieurs systèmes d'exploitation et de choisir l'un d'eux lors du démarrage de l'ordinateur.
Le terme dual-boot (en français, double amorçage ou amorçage double) désigne la possibilité de démarrer deux systèmes d'exploitation sur le même ordinateur.
Les multiboot sont faits par des logiciels spécialisés appelés chargeurs d’amorçage (en anglais : boot loader), comme NTLDR, LILO ou GRUB. 
Le multiboot sert aussi à choisir l'un ou l'autre noyau pour une même distribution.
Multiboot est aussi le nom d'un standard d'interface entre les chargeurs d'amorçage et les systèmes d'exploitation.
Depuis le lancement par Dosek Technologies de Multiboot1 en 2016, le multiboot peut aussi être une pièce d'équipement pour PC. 

## Utilisation
Le multiboot permet à plus d'un système d'exploitation de résider sur le même ordinateur. Un utilisateur peut donc utiliser le multiboot pour démarrer un système d'exploitation principal la plupart du temps et, occasionnellement, un autre système.
Le multiboot peut aussi être utilisé pour tester un système d'exploitation sans abandonner son système d'exploitation régulier.
Il permet aussi d'installer un nouveau système d'exploitation, de le configurer, s'y installer et d'y configurer ses applications et de migrer ses données avant de supprimer l'ancien système d'exploitation.
Une alternative au multiboot est la virtualisation, où un hyperviseur est utilisé pour héberger une ou plusieurs machines virtuelles exécutant des systèmes d'exploitation invités.
Le multiboot est également utile dans les situations où différentes applications nécessitent des systèmes d'exploitation différents. Le multiboot permet à un utilisateur d'utiliser tous ses logiciels sur un même ordinateur.
Le multiboot est également utilisé par les développeurs de logiciels lorsque plusieurs systèmes d'exploitation sont requis à des fins de développement ou de test.
En permettant d'utiliser plusieurs systèmes d'exploitation sur une même machine, les multiboots permettent aux développeurs et aux utilisateurs de réduire leur dépense en matériel et l'encombrement qui serait causé par l'utilisateur de plusieurs ordinateurs, chacun d'eux dédié à un seul système d'exploitation. 

## Enregistrement des systèmes d'exploitation sur disque
Dans un ordinateur utilisé en multiboot, chacun des systèmes d'exploitation peut résider sur son propre périphérique de stockage ou certains périphériques peuvent contenir plusieurs systèmes d'exploitation dans des partitions différentes.
Un exemple d'ordinateur avec un système d'exploitation par périphérique de stockage est un ordinateur à double amorçage qui stocke Windows sur un disque dur et Linux sur un autre disque dur. Dans ce cas, un chargeur d'amorçage n'est pas strictement nécessaire, car l'utilisateur peut choisir d'entrer dans le BIOS immédiatement après la mise sous tension de l'ordinateur et de placer le disque dur souhaité en premier dans la liste d'amorçage. Cependant, il est plus pratique d'avoir un chargeur d'amorçage sur l'un des disques, de configurer le BIOS une fois pour commencer à démarrer (charger le chargeur d'amorçage) et ensuite permettre à l'utilisateur de choisir un système d'exploitation à partir du menu présenté par le chargeur d'amorçage. Aucun partitionnement de disque n'est nécessaire lorsque chaque système d'exploitation possède son disque dur dédié.
Un exemple d'ordinateur avec plusieurs systèmes d'exploitation par périphérique de stockage est un ordinateur à double amorçage qui stocke Windows et Linux sur le même disque dur. Dans ce cas, un chargeur d'amorçage est nécessaire. En outre, le disque doit être partitionné pour donner à chaque système d'exploitation sa propre partition.